# 청사초롱 (영화)
"청사초롱"은 한국에서 제작된 임권택 감독의 1967년 영화이다. 신영균 등이 주연으로 출연하였고 홍의선 등이 제작에 참여하였다.

## 출연

### 주연
- 신영균
- 남정임

## 기타
- 조명: 박창호
- 미술: 김유준